# August Šenoa
 (août 2016).
Si vous disposez d'ouvrages ou d'articles de référence ou si vous connaissez des sites web de qualité traitant du thème abordé ici, merci de compléter l'article en donnant les références utiles à sa vérifiabilité et en les liant à la section « Notes et références ».
August Šenoa (14 novembre 1838, 13 décembre 1881) était un auteur croate, critique, éditeur, poète et dramaturge.
Il est à l'articulation de la littérature croate entre le romantisme et le réalisme littéraire. C'est lui qui introduisit le roman historique dans la littérature croate. Auteur de plus d'une dizaine d'ouvrages, il a en particulier écrit:
- Zlatarovo zlato (L'or de l'orfèvre)
- Seljačka buna (La révolte des paysans)
- Diogenes
- Čuvaj se senjske ruke (Les pirates de Senj)

Il a également écrit la chanson populaire et patriotique Živila Hrvatska.

## Biographie
Il nait à Zagreb, alors située dans l'empire d'Autriche, dans une famille d'origine tchèque et allemande. Son nom était alors Schönoa mais il le slavisera par la suite en Šenoa. Après des études de droit à l'Université Charles de Prague, il s'installe à Vienne puis retourne finalement à Zagreb en 1866. Il y édite de 1874 à 1881 le journal littéraire Vijenac. Il meurt à Zagreb à 43 ans.

## Œuvres
Dans ses écrits il mélange souvent le nationalisme romantique de la fin du XIXe siècle avec une peinture réaliste de la montée de la petite bourgeoisie. 